# Dalea lutea
Dalea lutea är en ärtväxtart som först beskrevs av Antonio José Cavanilles, och fick sitt nu gällande namn av Carl Ludwig von Willdenow. Dalea lutea ingår i släktet Dalea, och familjen ärtväxter.

## Underarter
Arten delas in i följande underarter:
- D. l. arsenei
- D. l. gigantea
- D. l. lutea